# 卡圖瓦縣

卡圖瓦縣是印度的一個縣，位於該國北部，由查谟和克什米尔負責管轄，面積2,651平方公里，2011年人口615,711，九成人口信奉印度教，人口密度每平方公里232人。

## 外部連結
- Kathua district, Official website
- details[永久]
- Gallery for Basohli paintings

32°35′N 75°30′E / 32.583°N 75.500°E